# Tour of Japan
Il Tour of Japan (ツアー・オブ・ジャパン) è una corsa a tappe di ciclismo su strada che si svolge in Giappone, ogni anno tra maggio e giugno. È inserita nel calendario dell'UCI Asia Tour, classe 2.1.

## Albo d'oro
Aggiornato all'edizione 2025.
| Anno | Vincitore                             | Secondo                               | Terzo                                 |
| ---- | ------------------------------------- | ------------------------------------- | ------------------------------------- |
| 1996 | Jean-Philippe Duracka                 | David Lefèvre                         | Daisuke Imanaka                       |
| 1997 | Bart Bowen                            | Riccardo Ferrari                      | Peter Rogers                          |
| 1998 | Frank McCormack                       | Jaroslav Bilek                        | Andreas Walzer                        |
| 1999 | Andrzej Sypytkowski                   | Denis Lunghi                          | Nick Gates                            |
| 2000 | Mauro Gianetti                        | Grzegorz Wajs                         | René Haselbacher                      |
| 2001 | Pawel Niedzwiecki                     | Pietro Zucconi                        | Scott Davis                           |
| 2002 | Oleksandr Klymenko                    | Simone Mori                           | Bert Scheirlinckx                     |
| 2003 | non disputato                         | non disputato                         | non disputato                         |
| 2004 | Shinichi Fukushima                    | Roberto Lozano                        | Christian Heule                       |
| 2005 | Félix Cárdenas                        | Andrej Mizurov                        | Matteo Carrara                        |
| 2006 | Volodymyr Duma                        | John-Lee Augustyn                     | Andrej Mizurov                        |
| 2007 | Francesco Masciarelli                 | Valentin Iglinskij                    | Aleksandr D'jačenko                   |
| 2008 | Cameron Meyer                         | Jay Crawford                          | Vincenzo Garofalo                     |
| 2009 | Sergio Pardilla                       | Gong Hyo-Suk                          | Dmitrij Fofonov                       |
| 2010 | Cristiano Salerno                     | Andrej Mizurov                        | Aleksandr Šušemojn                    |
| 2011 | non disputato                         | non disputato                         | non disputato                         |
| 2012 | Fortunato Baliani                     | Julián Arredondo                      | Jarosław Dąbrowski                    |
| 2013 | Fortunato Baliani                     | Julián Arredondo                      | Damien Monier                         |
| 2014 | Samad Pourseyedi                      | Grega Bole                            | Ghader Mizbani                        |
| 2015 | Samad Pourseyedi                      | Rahim Ememi                           | Hossein Askari                        |
| 2016 | Óscar Pujol                           | Marcos García Fernández               | Samad Pourseyedi                      |
| 2017 | Óscar Pujol                           | Nathan Earle                          | Samad Pourseyedi                      |
| 2018 | Marcos García Fernández               | Hermann Pernsteiner                   | Thomas Lebas                          |
| 2019 | Chris Harper                          | Benjamín Prades                       | José Vicente Toribio                  |
| 2020 | annullata per la pandemia di COVID-19 | annullata per la pandemia di COVID-19 | annullata per la pandemia di COVID-19 |
| 2021 | Nariyuki Masuda                       | Thomas Lebas                          | Masaki Yamamoto                       |
| 2022 | Nathan Earle                          | Benjamin Dyball                       | Thomas Lebas                          |
| 2023 | Nathan Earle                          | Benjamin Dyball                       | Atsushi Oka                           |
| 2024 | Giovanni Carboni                      | Merhawi Kudus                         | Benjamin Dyball                       |
| 2025 | Alessandro Fancellu                   | Simone Raccani                        | Benjamin Dyball                       |

## Vittorie per nazione
| Pos. | Nazione                                   | Vittorie |
| ---- | ----------------------------------------- | -------- |
| 1    | Italia                                    | 6        |
| 2    | Spagna Australia                          | 3        |
| 4    | Stati Uniti Polonia Ucraina Iran Giappone | 2        |
| 9    | Francia Svizzera Colombia                 | 1        |